# Vendel
Vendel je moško osebno ime.

## Izvor imena
Ime Vendel izhaja iz nemškega imena Wendel, ki je skrajšana oblika zloženih nemških imen, katerih prva sestavina je Wendel- v  pomenu besede »iz plemena Vandalov«, kot so npr. Wendelbert, Wendelburg itd.

## Različice imena
- moške različice imena: Vendelin, Vendi, Vene, Veno
- ženske različice imena: Vendelina

## Pogostost imena
Po podatkih Statističnega urada Republike Slovenije je bilo na dan 31. decembra 2007 v Sloveniji število moških oseb z imenom Vendel: 33.

## Osebni praznik
V koledarju je 20. oktobra Vendelin, nemški opat, ki je umrl leta 617.